# Cerkiew Zmartwychwstania Pańskiego w Oszmianie
Cerkiew pod wezwaniem Zmartwychwstania Pańskiego – prawosławna cerkiew parafialna w Oszmianie, w dekanacie oszmiańskim eparchii lidzkiej Egzarchatu Białoruskiego Patriarchatu Moskiewskiego.
Świątynia znajduje się w centrum miasta, przy ulicy Sowieckiej.

## Historia
Cerkiew została zbudowana w latach 1873–1883. Zamknięta w 1964 i zdewastowana (zdjęto kopuły, zburzono dzwonnicę, we wnętrzu urządzono magazyn). Po odrestaurowaniu (1988–1990) przywrócono obiektowi funkcje sakralne.

## Architektura

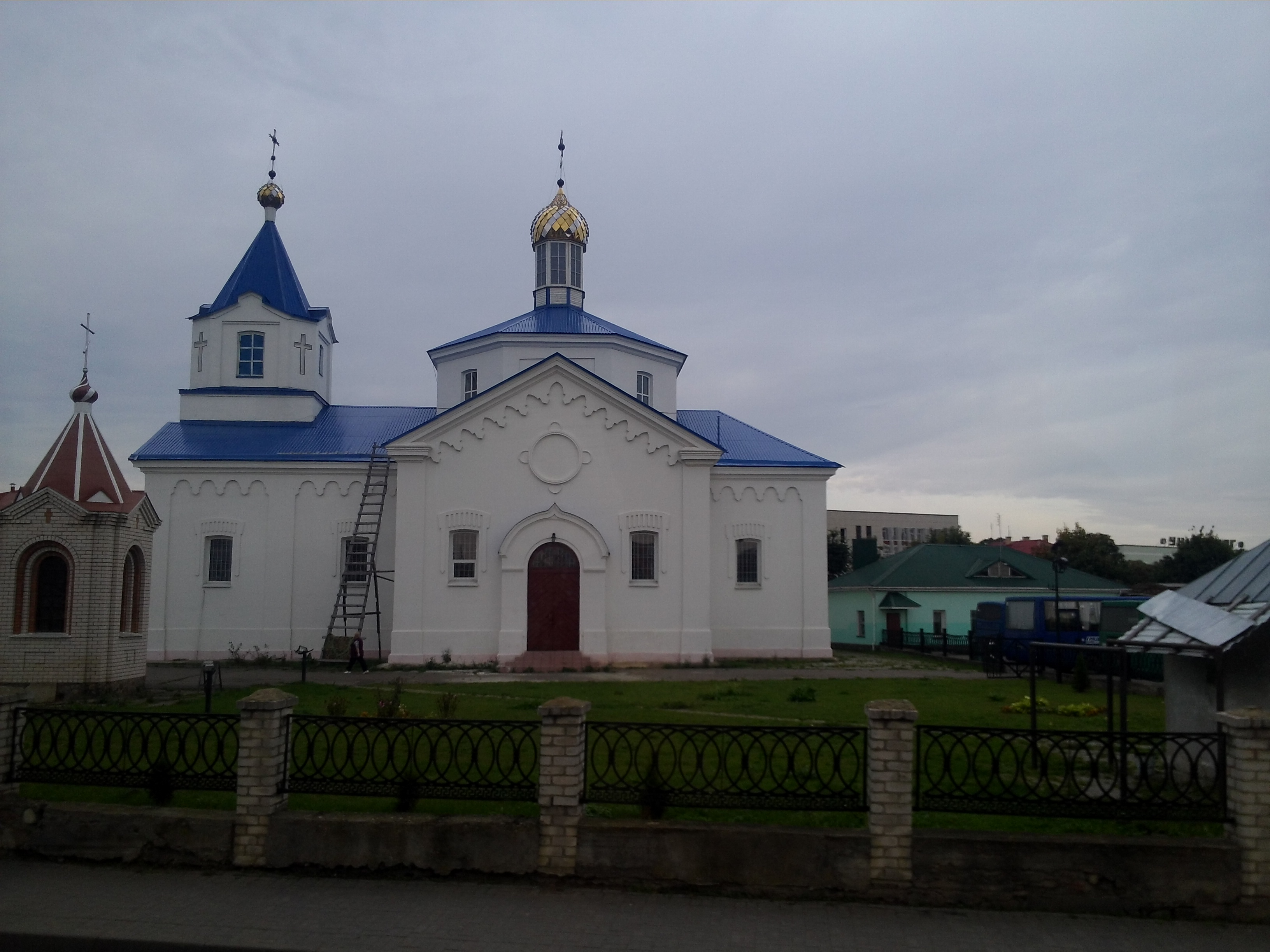
Widok od strony południowej (2015)

Budowla murowana, na planie krzyża, w stylu bizantyjsko-rosyjskim. Od frontu wieża-dzwonnica. Część nawowa zwieńczona kopułą. Prezbiterium zamknięte prostokątnie.